# Виткене, Стасе Изидоровна
Стасе Изидоровна Виткене — свинарка колхоза «Гегужес Пирмойи» Шяуляйского уезда Литовской ССР, Герой Социалистического Труда (11.07.1950).
Родилась 3 (16) ноября 1914 года в Шукионяе. Член КПСС с 1950 года.
С юных лет батрачила в кулацких хозяйствах.
В 1948 году поступила работать свинаркой в колхоз «Гегужес Пирмойи» (имени 1 Мая) Пакруойского района Шяуляйской области, позднее переименованный в «Стачюнай».
В 1949 году получила и вырастила к отъёму в среднем по 25 поросят от каждой из 7 свиноматок (свиньи литовской белой породы). Отъёмный вес составил 16 кг.
С 1950 года - заведующая свинофермой.
Герой Социалистического Труда (11.07.1950).
Награждена орденом Ленина, золотыми медалями ВДНХ.
Избиралась депутатом Верховного Совета Литовской ССР 3-го созыва, районного Совета рабочих и крестьянских депутатов.
Изображена на картине А. Гудайтиса и Л. Катинаса «В гостях у свинарки Стасе Виткене».